# چیکاشی سوزوکی
چیکاشی سوزوکی (انگلیسی: Chikashi Suzuki؛ زادهٔ ۲۹ ژانویهٔ ۱۹۵۹) بازیکن فوتبال اهل ژاپن است.